# Широконіска аргентинська
Широконіска аргентинська (Spatula platalea) — водоплавний птах родини качкових (Anatidae). Поширений в Південній Америці.

## Поширення
Птах розмножується в південній частині Південної Америки. Ареал виду простягається від Вогняної землі на північ до Чилі та більшої частини Аргентини, а також до Фолклендських островів; є також невеликі ізольовані популяції в південних регіонах Перу, Болівії та Парагваю. Їх також можна знайти в крайніх південних регіонах Бразилії та Уругваю, в ізольованих прибережних популяціях, а також далі вглиб країни. Він населяє мілкі озера та басейни з густими заростями очерету, мангрові зарості та болота. Їх також можна знайти в солонуватих водах, таких як прибережні лагуни, дельти та естуарії.

## Опис
У виду виражений статевий диморфізм. Самиці зазвичай мають коричнево-жовтий основний колір і чорно-коричневі плями на оперенні. У самців птахів голова та шия від світло-коричневого до сірого кольору з чорними пунктирними лініями. Оперення тіла червонувато-коричневе, рівномірно вкраплене темно-коричневим.

## Спосіб життя
У період розмноження птахи живуть парами на солонуватих і прісних мілководдях у відкритому ландшафті. Гнізда будують на сухому місці біля води. Розмножуються птахи з вересня по листопад. Кладка складається з шести-восьми яєць від кремового до зеленуватого кольору. Пташенята вилуплюються через 25 днів і досягають статевої зрілості в кінці першого року життя. Польових спостережень цього виду небагато, але є підозри, що селезень бере участь у виведенні пташенят.
Їжа поглинається з води і складається з частин водних рослин, а також дрібних істот і водоростей. У раціоні переважає частка тваринних білків.